# Eddie Gaven
Eddie Gaven (ur. 25 października 1986 w Hamiltonie) – amerykański piłkarz występujący na pozycji pomocnika w drużynie Columbus Crew.

## Kariera piłkarska

### Klubowa
Eddie Gaven od 2003 roku występował w pierwszej drużynie Red Bull New York. Debiutował dokładnie 14 czerwca 2003 roku, w meczu przeciwko Chicago Fire. W sumie w Major League Soccer rozegrał 75 meczów w barwach Red Bulla i strzelił 16 bramek. W 2006 roku trafił do zespołu Columbus Crew. Jest podstawowym piłkarzem tego klubu.

### Reprezentacyjna
Eddie Gaven zadebiutował w reprezentacji Stanów Zjednoczonych 12 lipca 2004 roku, w meczu przeciwko Polsce. Na boisku pojawił się w 83. minucie, zmieniając Kerry’ego Zavagnina. W 2007 roku został powołany na Copa América 2007.